# Marie-Noëlle Marineau
 (mars 2023).
Si vous disposez d'ouvrages ou d'articles de référence ou si vous connaissez des sites web de qualité traitant du thème abordé ici, merci de compléter l'article en donnant les références utiles à sa vérifiabilité et en les liant à la section « Notes et références ».
Marie-Noëlle Marineau, née le 31 décembre 1984, est une auteure québécoise, vivant à Nicolet.

## Biographie
Marie-Noëlle Marineau, née le 31 décembre 1984, elle est vice-présidente de l'Association des écrivaines et des écrivains québécois pour la jeunesse (AÉQJ) depuis septembre 2021 et a été administratrice au conseil d'administration et responsable du comité des communications de l'Association québécoise pour l'éducation à domicile (AQED) de mai 2018 à mai 2019.
Marie-Noëlle Marineau a organisé le Sommet sur l'apprentissage en famille, une initiative du Mouvement pour la Sensibilisation de l'apprentissage en famille, auquel plus de 700 personnes ont participé. Elle y a également présenté deux conférences en lien avec l'utilisation du numérique en contexte d'éducation à domicile.
Ses livres comportent de courts chapitres et un langage simple visant à aider les jeunes lecteurs à atteindre des objectifs de lecture réalisables. Marie-Noëlle Marineau a également publié trois guides éducatifs sur l'éducation à domicile.

## Publications

### Littérature jeunesse
- La Clique Alpha - À la recherche du grand Espace !, Victor et Anaïs, 2018
- La Clique Alpha T1, Victor et Anaïs, 2021
- La Clique Alpha T2, Victor et Anaïs, 2021
- La Clique Alpha T3, Victor et Anaïs, 2021
- Chasseurs d'extraterrestres T1, Victor et Anaïs, 2021
- La Clique Alpha T4, Victor et Anaïs, 2010
- Gangster T1, Victor et Anaïs, 2021
- Chasseurs d'extraterrestres T2, Victor et Anaïs, 2012
- Chasseurs d'extraterrestres T3, Victor et Anaïs, 2022
- Jaco et les monstrueux T1: Arial est très triste; le lézard et la tortue, Victor et Anaïs, 2022
- Gangster T2, Victor et Anaïs, 2022
- Gangster T3, Victor et Anaïs, 2023

### Littérature adultes
- Neuf parents éducateurs vous invitent dans leur quotidien, Auto-édition, 2019
- Un de perdu, Victor et Anaïs, 2022

### Coécriture et collaborations
- L’éducation à domicile au Québec: Tout ce que tu dois savoir sur l’école à la maison, le unschooling, les apprentissages en famille et autres alternatives au milieu scolaire., Auto-édition, 2018
- L’éducation à domicile: La référence pour tout savoir sur l’école à la maison, le unschooling, l’instruction en famille et autres alternatives au milieu scolaire., Auto-édition, 2020
- Parentrepreneur 101, Auto-édition, 2022